# Axel Werner (Schauspieler)
Axel Werner (* 1945) ist ein deutscher Schauspieler.

## Leben
Axel Werner studierte bis 1970 an der Staatlichen Schauspielschule Berlin, nach deren Besuch er Engagements in Senftenberg, Magdeburg und Schwerin wahrnahm. Seit 1989 hatte er eine feste Anstellung im Berliner Ensemble, dem er bis 2017 angehörte. Seitdem ist er freischaffend an Fernseh- und Filmproduktionen beteiligt.
Er lebt in Berlin.

## Filmografie
- 1974: Johannes Kepler
- 1978: Der Nekromant (Fernsehfilm)
- 1980: Januar (Theateraufzeichnung)
- 1983: Nachhilfe für Vati
- 1984: Die vertauschte Königin
- 1984: Iphigenie in Aulis (Theateraufzeichnung)
- 1986: Polizeiruf 110: Kein Tag ist wie der andere (Fernsehreihe)
- 1987: Käthe Kollwitz – Bilder eines Lebens
- 1987: Polizeiruf 110: Explosion
- 1988: Polizeiruf 110: Eine unruhige Nacht
- 1988: Der Staatsanwalt hat das Wort (Fernsehreihe, 1 Folge)
- 1988: Polizeiruf 110: Der Kreuzworträtselfall
- 1989: Späte Ankunft (Fernseh-Zweiteiler)
- 1989: Der Bruch
- 1989: Die Besteigung des Chimborazo
- 1990: Biologie!
- 1991: Schlaflose Tage (Fernsehfilm)
- 1991: Das Land hinter dem Regenbogen
- 1991: Hüpf, Häschen hüpf (Fernsehfilm)
- 1991: Stein
- 1992: Die Lügnerin
- 1995: Polizeiruf 110: Bruder Lustig
- 1996: Polizeiruf 110: Kurzer Traum
- 1996: Für alle Fälle Stefanie (Fernsehserie, 1 Folge)
- 1997: Polizeiruf 110: Der Tausch (Fernsehreihe)
- 1997: Wolffs Revier (Fernsehserie, 1 Folge)
- 1999: Spuk aus der Gruft (Fernsehserie, 4 Teile)
- 1999: Helden wie wir
- 2000: Spuk im Reich der Schatten (Fernsehserie, 4 Teile)
- 2000: Amerika
- 2000: Alaska.de
- 2002: Spuk am Tor der Zeit (Fernsehserie, 4 Folgen)
- 2004: Kleinruppin forever
- 2004: Alles auf Zucker!
- 2006: Der Rote Kakadu
- 2007: Mein Führer – Die wirklich wahrste Wahrheit über Adolf Hitler
- 2007: Polizeiruf 110: Dunkler Sommer
- 2009: Lulu & Jimi
- 2009: Whisky mit Wodka
- 2009: Tatort: Kassensturz
- 2009: Mensch Kotschie
- 2010: SOKO Wismar (Fernsehserie, 1 Folge)
- 2014: Großstadtrevier (Fernsehserie, 1 Folge)
- 2014: Bella Casa – Hier zieht keiner aus! (Fernsehfilm)
- 2016: Die Kinder meines Bruders (Fernsehfilm)
- 2016: Tschiller: Off Duty
- 2017: Tatort: Fürchte dich
- 2017: Timm Thaler oder Das verkaufte Lachen
- 2017: SOKO Wismar (Fernsehserie, 1 Folge)
- 2017: Babylon Berlin (Fernsehserie, 2 Folgen)
- 2018: Endzeit
- 2018: Die Reise nach Jerusalem
- 2019: Die Drei von der Müllabfuhr – Dörte muss weg
- 2019: Die Drei von der Müllabfuhr – Baby an Bord
- 2019: jerks. (Fernsehserie, 1 Folge)
- 2019: Systemsprenger
- 2019: Rampensau (Fernsehserie; Staffel 1, Ep. 4 und 10)
- 2020: In aller Freundschaft (Fernsehserie, 1 Folge)
- 2020: Die Känguru-Chroniken
- 2020: Die Drei von der Müllabfuhr – Mission Zukunft
- 2020: Die Drei von der Müllabfuhr – Kassensturz
- 2020: Dark (Fernsehserie, 2 Folgen)
- 2020: Schatten der Mörder - Shadowplay (Fernsehserie; Staffel 1, Ep. 1)
- 2020: Notes of Berlin
- 2021: Fabian oder Der Gang vor die Hunde
- 2021: Die Drei von der Müllabfuhr – Die Streunerin
- 2021: Die Drei von der Müllabfuhr – Operation Miethai
- 2021: Stralsund: Das Manifest
- 2021: Stralsund: Medusas Tod
- 2021: Tina mobil
- 2021: Sprachlos in Irland
- 2022: Die Känguru-Verschwörung
- 2022: Und dann steht einer auf und öffnet das Fenster
- 2022: Die Drei von der Müllabfuhr – (K)eine saubere Sache
- 2023: Irgendwann werden wir uns alles erzählen
- 2023: Die Drei von der Müllabfuhr – Arbeit am Limit
- 2023: SOKO Potsdam – Tod frei Haus
- 2024: Oderbruch (Serie, 1. Folge)
- 2024: Im Netz der Gier
- 2024: Der Palast (2. Staffel)
- 2024: Ich sterbe. Kommst du?
- 2025: Die Drei von der Müllabfuhr – Schutzgeld
- 2025: Brick

## Theater (Schauspieler)
- 1974: Pablo Neruda: Glanz und Tod des Joaquin Murieta (Dreifinger) – Regie: Klaus Erforth/Alexander Stillmark (Deutsches Theater Berlin – Probebühne)
- 1978: Jordan Raditschkow: Januar (Weliko) – Regie: Gert Jurgons (Bühnen der Stadt Magdeburg – Kammerspiele)
- 1978: Gotthold Ephraim Lessing: Minna von Barnhelm – Regie: Karl Schneider (Bühnen der Stadt Magdeburg)
- 1979: Johann Wolfgang von Goethe: Faust I und II – Regie: Christoph Schroth (Mecklenburgisches Staatstheater Schwerin)
- 1981: Anna Seghers: Das siebte Kreuz (Wallau) – Regie: Christoph Schroth (Mecklenburgisches Staatstheater Schwerin)
- 1981: Juri Tynjanow: Sekondeleutnant Saber (Mätresse) – Regie: Horst Hawemann (Das Ei Berlin)
- 1982: Viktor Slawkin: Die erwachsene Tochter eines jungen Mannes – Regie: Rainer Flath (Mecklenburgisches Staatstheater Schwerin)
- 1982: Szenische Montagen: Wer schießt dort links, wer feuert rechts – Regie: Christoph Schroth (Mecklenburgisches Staatstheater Schwerin)
- 1982: Bertolt Brecht: Trommeln in der Nacht (Murk) – Regie: Christoph Schroth (Mecklenburgisches Staatstheater Schwerin)
- 1983: Euripides: Iphigenie in Aulis (Agamemnon) – Regie: Christoph Schroth/Karlheinz Liefers (Mecklenburgisches Staatstheater Schwerin)
- 1983: Aischylos: Agamemnon (Agamemnon) – Regie: Christoph Schroth (Mecklenburgisches Staatstheater Schwerin)
- 1983: Gotthold Ephraim Lessing: Minna von Barnhelm oder das Soldatenglück (Riccaut) – Regie: Gertrud-Elisabeth Zillmer (Mecklenburgisches Staatstheater Schwerin)
- 1986: Ernst Barlach: Die echten Sedemunds (Grude) – Regie: Horst Hawemann (Mecklenburgisches Staatstheater Schwerin)
- 1986: Volker Braun: Schmitten (Werkleiter) – Regie: Karlheinz Liefers (Mecklenburgisches Staatstheater Schwerin)
- 1986: Glaßbrenner/Karl von Holtet/Kalisch: Heiratsgeschichten (Grobelius) – Regie: Horst Hawemann (Das Ei – Hoftheater Brüderstraße Berlin)
- 1987: David Kalisch: Die Mützenmacher – Regie: ? (Das Ei Berlin)
- 1987: Gerhart Hauptmann: Der rote Hahn (Schmiedemeister Langheinrich) – Regie: Helmut Straßburger/Ernstgeorg Hering (Volksbühne Berlin)
- 1988: Lothar Trolle: Weltuntergang Berlin, Szenen und Berichte aus der Geschichte einer Stadt (Wirt) – Regie: Rudolf Koloc (Mecklenburgisches Staatstheater Schwerin)
- 1989: Heiner Müller: Die Wolokolamsker Chaussee – Regie: Frank Lienert (Theaterwürfel im Jugendklub „Jo Jo“ Berlin)
- 1989: Georg Seidel: Carmen Kittel (Stein) – Regie: Jochen Ziller (Berliner Ensemble in der Akademie der Künste der DDR)
- 1989: Heiner Müller: Germania Tod in Berlin – Regie: Fritz Marquardt (Berliner Ensemble)
- 1989: Rudi Strahl/Peter Hacks: Barby (Barby) – Regie: Gisela Oechelhaeuser (Theater im Palast)
- 1990: Sławomir Mrożek: Tango (Vater) – Regie: Herbert Olschok (Berliner Ensemble)
- 1991: Georg Seidel: Villa Jugend (Bosch) – Regie: Fritz Marquardt (Berliner Ensemble)
- 1991: Bertolt Brecht: Schweyk im Zweiten Weltkrieg (Baloun) – Regie: Manfred Wekwerth (Berliner Ensemble)
- 1992: Gerhart Hauptmann: Vor Sonnenaufgang (Diener) – Regie: Christoph Schroth (Berliner Ensemble)
- 1995: Bertolt Brecht: Der aufhaltsame Aufstieg des Arturo Ui (Goodwill) – Regie: Heiner Müller (Berliner Ensemble)
- 1996: Heiner Müller: Die Bauern – Regie: Stephan Suschke (Berliner Ensemble)
- 1996: Charlie Chaplin: Monsieur Verdoux – Regie: Werner Schroeter (Berliner Ensemble)
- 1996: Heiner Müller: Der Auftrag. Erinnerung an die Revolution – Regie: Frank Castorf (Berliner Ensemble)
- 1996: Lothar Trolle: Die Heimarbeiterin – Regie: Wera Herzberg (Berliner Ensemble)
- 1996: Brecht/Eisler: Die Maßnahme – Regie: Klaus Emmerich (Berliner Ensemble)
- 1998: William Shakespeare: Der Sturm – Regie: Stephan Suschke (Berliner Ensemble)
- 2001: Rolf Hochhuth: Der Stellvertreter – Regie: Philip Tiedemann (Berliner Ensemble)
- 2002: George Tabori: Das Erdbeben-Concerto – Regie: George Tabori (Berliner Ensemble)
- 2003: Gotthold Ephraim Lessing: Die Juden – Regie: George Tabori (Berliner Ensemble)
- 2006: Samuel Beckett: Warten auf Godot (Wladimir) – Regie: George Tabori (Berliner Ensemble)
- 2006: Witold Gombrowicz: Yvonne, Prinzessin von Burgund – Regie: Günter Krämer (Berliner Ensemble)
- 2007: Brecht/Weill: Die Dreigroschenoper – Regie: Robert Wilson (Berliner Ensemble)
- 2010: Maxim Gorki: Nachtasyl – Regie: Thomas Langhoff (Berliner Ensemble)
- 2011: Anton Tschechow: Der Kirschgarten (Gutsbesitzer) – Regie: Thomas Langhoff (Berliner Ensemble)
- 2015: Anton Tschechow: Drei Schwestern – Regie: Leander Haußmann (Berliner Ensemble)
- 2018: Éric-Emmanuel Schmitt: Rätselhafte Variationen – Enigma (Abel Znorko) – Regie: Herbert Olschok (Theater im Palais Berlin)
- 2018: Duncan Macmillan: Menschen, Orte und Dinge (Sarahs Vater) – Regie: Bernadette Sonnenbichler (Berliner Ensemble, Kleines Haus)
- 2018: Maria Maier: Könige – Regie: Claudia Marks (ACUD Theater Berlin)
- 2023: Volodia Serre: Oblomow (Sachar) – Regie: Volodia Serre (Renaissance-Theater Berlin)

## Theater (Regie)
- 2003: Sophokles: Antigone (ACUD Theater Berlin)
- 2008: Anton Tschechow: Der Bär (Hochschule für Schauspielkunst „Ernst Busch“ Berlin)

## Hörspiele
- 1982: Jutta Schlott: Der andere Name (Vater) – Regie: Reiner Flath (Kinderhörspiel – Rundfunk der DDR)
- 1982: Irina Liebmann: Ist denn nirgendwo was los? – Regie: Christoph Schroth (Kinderhörspiel/Kurzhörspiel – Rundfunk der DDR)
- 1982: Hans-Werner Honert: Der Mond scheint auf Großmittelklein (Paul) – Regie: Christoph Schroth (Hörspiel – Rundfunk der DDR)
- 1982: Lothar Walsdorf: Allherbstliches Märchen – Regie: Reneè Eigendorf (Kinderhörspiel/Kurzhörspiel aus der Reihe Geschichten aus dem Hut – Rundfunk der DDR)
- 1982: Werner Heiduczek: Das verschenkte Weinen (Vater) – Regie: Reiner Flath (Kinderhörspiel – Rundfunk der DDR)
- 1984: Volkstext: Alif Laila wa Laila oder Die Erzählungen aus den 1001 Nächten – Regie: Reiner Flath (Kinderhörspiel – Rundfunk der DDR)
- 1986: Alexander Puschkin: Dubrowskij (Trojekurow) – Regie: Joachim Staritz (Kinderhörspiel – Rundfunk der DDR)
- 1986: Brüder Grimm: Die Bärenhaut (Soldat) – Regie: Joachim Staritz (Kinderhörspiel – Rundfunk der DDR)
- 1987: Marie von Ebner-Eschenbach: Das Gemeindekind (Virgil) – Regie: Joachim Staritz (Kinderhörspiel, 2 Teile – Rundfunk der DDR)
- 1987: Ho Zhi: Der Affenkauf (Wu) – Regie: Joachim Staritz (Hörspiel – Rundfunk der DDR)
- 1987: Boris Wassiljew: Stille Dämmerstunden (Waskow) – Regie: Karlheinz Liefers (Kinderhörspiel – Rundfunk der DDR)
- 1987: Thomas Wieck: Er ist mein Sohn nicht (Meister Dietz) – Regie: Joachim Staritz (Kinderhörspiel – Rundfunk der DDR)
- 1988: Erika Wollanik: Nachts durch die Schinderfichten – Regie: Rüdiger Zeige (Kinderhörspiel/Kurzhörspiel – Rundfunk der DDR)
- 1989: Marie von Ebner-Eschenbach: Die Prinzessin von Banalien (Löffelstiel) – Regie: Peter Brasch (Kinderhörspiel – Rundfunk der DDR)
- 1989: Manfred Wolter: Rosen für Connie (Vater) – Regie: Karlheinz Liefers (Kinderhörspiel/Kurzhörspiel – Rundfunk der DDR)
- 1990: Waltraud Meienreis: Linda und der Lindwurm – Regie: Peter Brasch (Kinderhörspiel – Rundfunk der DDR)
- 1990: Christian Martin: Igelhans (König Heinrich) – Regie: Christoph Schroth (Kinderhörspiel – Rundfunk der DDR)
- 1990: Andreas Knaup/Wladimir Majakowski: Majakiade oder: Ich will, Die Heimat soll mich verstehen (Majakowski) – Regie: Barbara Plensat (Hörspiel – Rundfunk der DDR)
- 1990: Waldtraut Lewin: Kundenschall (Dreispitz) – Regie: Reiner Flath (Kinderhörspiel, 2 Teile – Rundfunk der DDR)
- 1990: Bo Carpelan: Stimmen in später Stunde (Vater) – Regie: Beate Rosch (Hörspiel – Rundfunk der DDR)
- 1990: Albert Wendt: Adrian und Lavendel (Polizist) – Regie: Karlheinz Liefers (Kinderhörspiel – Rundfunk der DDR)
- 1990: Waltraut Lewin: Der goldene Regen – Regie: Barbara Plensat (Hörspiel – Rundfunk der DDR)
- 1990: Janusz Korczak: König Macius (General/Aufseher) – Regie: Peter Brasch (Kinderhörspiel, Teil 1 und 3 – Rundfunk der DDR)
- 1991: Dirk Heidicke: Der Fänger des Rochens (Rabe) – Regie: Manfred Täubert (Kinderhörspiel/Kurzhörspiel – Funkhaus Berlin)
- 1991: Ervin Lázár: Auf Peti's Hof sind Löwen (Vater) – Regie: Manfred Täubert (Kinderhörspiel – Funkhaus Berlin)
- 1991: Mario Göpfert: Sonntags um halb zehn (Junge) – Regie: Gerda Tschiedrich (Kinderhörspiel – Rundfunk der DDR)
- 1991: Linde von Keyserlingk: Aber am meisten mitten im Herzen (Betrunkener) – Regie: Beate Rosch (Kinderhörspiel/Kurzhörspiel – Funkhaus Berlin)
- 1991: Adalbert Stifter: Der Bergkristall (Großvater) – Regie: Reiner Flath (Kinderhörspiel – Funkhaus Berlin)
- 1992: Brüder Grimm: Das tapfere Schneiderlein (Kalt) – Regie: Peter Brasch (Kinderhörspiel – DS Kultur)
- 1992: Hans Christian Andersen: Der kleine und der große Klaus (Bauer) – Regie: Christoph Schroth (Kinderhörspiel – DS Kultur)
- 1992: Brüder Grimm: Der Fischer und seine Frau (Wache/General) – Regie: Barbara Plensat (Kinderhörspiel – DS Kultur)
- 1993: Ditte Buchmann: Ich bin nur eine Stimme (Er) – Regie: Beate Rosch (Kurzhörspiel – ORB)
- 1994: Gabriele Jelle Behnert: Pervercity – Regie: Barbara Plensat (Hörspiel – SFB)
- 1996: Marianne Zückler: Knopfauge (Vater) – Regie: Beate Rosch (Hörspiel – SFB/SDR)
- 1997: Eugen Ruge: Ruhestörung – Ein Anfall (Sprecher) – Regie: Peter Brasch (Hörspiel/Monolog – SDR)
- 1999: Jostein Gaarder: Das Weihnachtsgeheimnis (Jacob) – Regie: Hermann Naber (Hörspiel, 8. Folge – MDR/WDR)
- 2001: Adolf Schröder: Der Hundefänger (Rollo, Rottweiler) – Regie: Karlheinz Liefers (Kinderhörspiel/Kurzhörspiel – DLR)
- 2001: Rupert Morgan: Schöpfung für Anfänger – Regie: Oliver Sturm (Science-Fiction-Hörspiel, 2. Teil – SWR)
- 2002: Jefim Sosulja: Die Geschichte von Ak und der Menschheit (Bürger Kunz) – Regie: Kai Grehn (Hörspiel – SFB/ORB)
- 2003: Stefan Amzoll: Putze Polina – Regie: Wolfgang Rindfleisch (Hörspiel – DLR)
- 2003: Wilhelm Genazino: Das Antilopen-Projekt (Mann 1/1. Vermummter) – Regie: Beate Rosch (Hörspiel – SFB/ORB)
- 2003: Dylan Thomas: Unter dem Milchwald (Sindbad) – Regie: Götz Fritsch (Hörspiel – MDR)
- 2006: Tom Peuckert: Patriarchendämmerung (Securit-Mann/Bimbo) – Regie: Andrea Getto (Kriminalhörspiel – RBB)
- 2007: Erhard Schmied: Das erste Mal (Klaus) – Regie: Wolfgang Rindfleisch (Kurzhörspiel – RBB)
- 2007: Arnolt Bronnen: Kampf im Äther oder Die Unsichtbaren – Regie: Oliver Sturm (Hörspiel – HR/DLR/SWR)
- 2007: Thor Bjørn Krebs: Tommy (Lagerkommandant) – Regie: Andrea Getto (Hörspiel – RBB)
- 2009: Simon de Waal: Keine Leiche in Amsterdam (Jan Boomgard) – Regie: Christoph Dietrich (Kriminalhörspiel – WDR)
- 2009: Zeami Motokiyo: Nish'kigi (Chor) – Regie: Oliver Sturm (Hörspiel – RBB)
- 2010: Werner Bräunig: Wismutspiel (Fischer) – Regie: Gabriele Bigott (Hörspiel – RBB/WDR)
- 2010: Thilo Reffert: Australien, ich komme (Matrose) – Regie: Oliver Sturm (Kinderhörspiel – DLR)
- 2010: Tom Peuckert: Die berühmtesten Dramen der Welt – Regie: Beate Rosch (Hörspiel, 1. und 4. Folge – RBB)
- 2011: Richard Huelsenbeck: Doctor Billig am Ende – Regie:  Ulrich Gerhardt (Hörspiel – BR)
- 2013: Julian Doepp: Fotos vom guten Leben (Collin) – Regie: Julian Doepp (Hörspiel – BR)
- 2017: Lothar Trolle: Epitaph für Sally Epstein – Regie: Wolfgang Rindfleisch (Hörspiel – RBB/DRadio)